# 3591 Vladimirskij
3591 Vladimirskij è un asteroide della fascia principale del diametro medio di circa 19,75 km. Scoperto nel 1978, presenta un'orbita caratterizzata da un semiasse maggiore pari a 3,1625471 UA e da un'eccentricità di 0,1443071, inclinata di 1,14689° rispetto all'eclittica.